# Rucăr, Brașov
Rucăr (în dialectul săsesc Reckeschterf, în germană Ruckersdorf, Ruckendorf, Rukur, în maghiară Rukkor) este un sat în comuna Viștea din județul Brașov, Transilvania, România.

## Personalități
- Octavian Naghiu (1933-2015), tenor român, fiu al satului Rucăr, decorat cu Ordinul Meritul Cultural

## Imagini

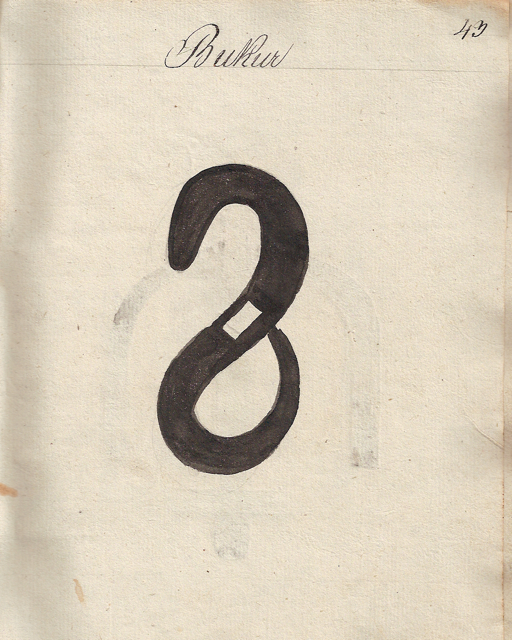
1826 - Danga pentru vitele din Rucăr